# لويس أنطوان
لويس أنطوان (بالفرنسية: Louis Antoine)‏ هو رياضياتي فرنسي، ولد في 23 نوفمبر 1888 في Mirecourt ‏ في فرنسا، وتوفي في 8 فبراير 1971 في رين في فرنسا.